# Aqua GT
 (juin 2018).
Si vous disposez d'ouvrages ou d'articles de référence ou si vous connaissez des sites web de qualité traitant du thème abordé ici, merci de compléter l'article en donnant les références utiles à sa vérifiabilité et en les liant à la section « Notes et références ».
Aqua GT est un jeu vidéo de course de hors-bords développé par East Point Software et édité par Take-Two Interactive, sorti en 2000 sur Dreamcast, puis en 2001 sur PlayStation.